# Johannes Ockeghem
JOHANNES OCKEGHEM
Rodil se je okoli leta 1425 v vzhodni Flandriji, verjetno v kraju Dendermonde. Leta 1443 in 1444 je bil pevec v kantoriji Marijine cerkve v Antwerpnu.
Od let 1452(mogoče 1453)do smrti je bil v službi francoskih kraljev: Karla VII, Ludvika XI, Karel VIII v Parizu. Kralj mu je leta 1459 podelil čast zakladnika v opatiji St.Martina v Toursu in ga s tem izredno odlikoval. Bil je visoko cenjen umetnik in človek, ter najbolj znan skladatelj v Evropi tistega časa. Umrl je nekje med letoma 1494 in 1496 v Toursu, objokovala pa ga je vsa Evropa. Imel je veliko učencev, njegov vpliv na čas in mlajše generacije je pomemben, kar izhaja tudi iz žalostink ob njegovi smrti.
1. ↑  Record #118735926 // Gemeinsame Normdatei — 2012—2016.
2. ↑  SNAC — 2010.